# Alice Glauser-Zufferey

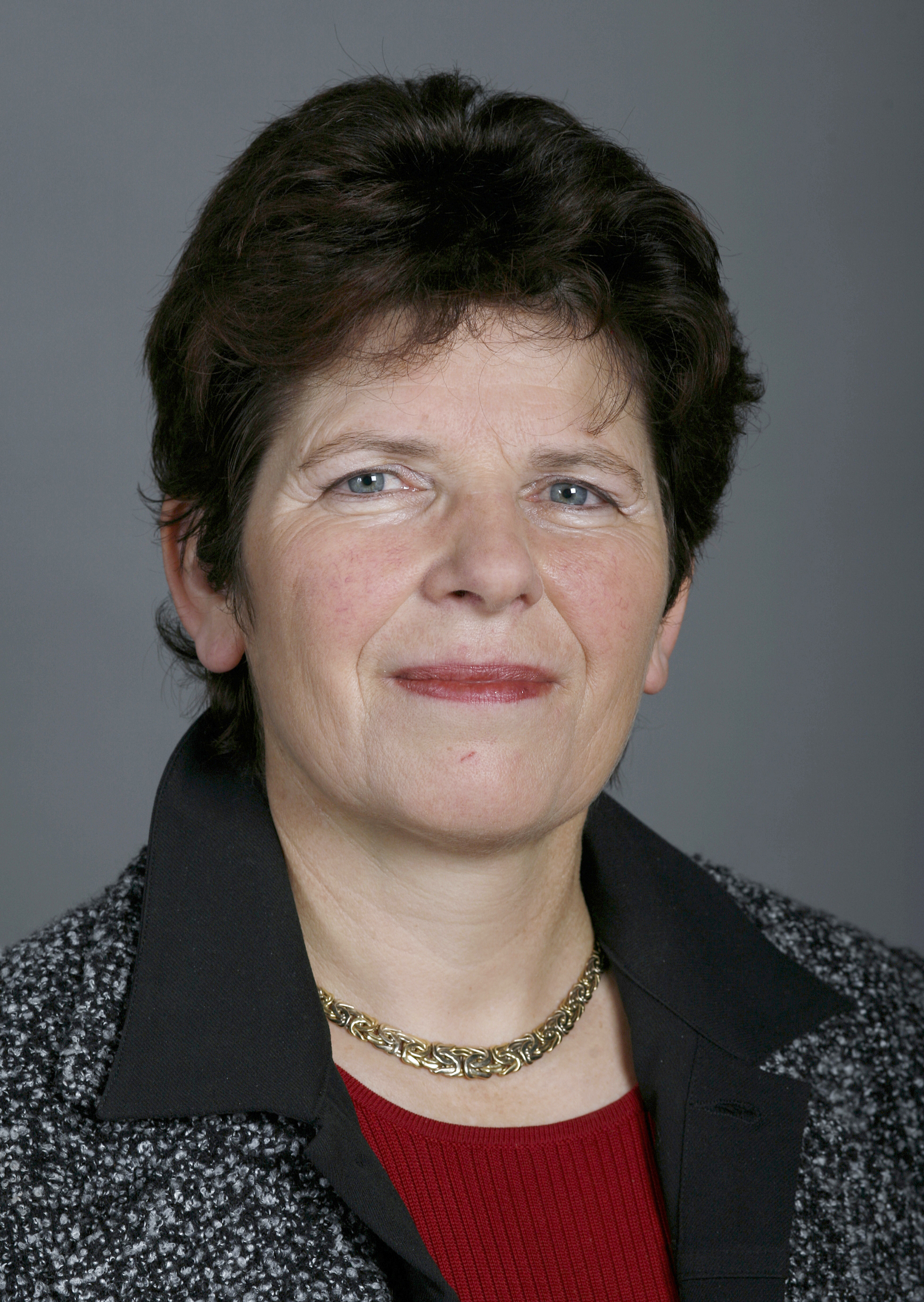
Alice Glauser

Alice Glauser-Zufferey (* 18. Oktober 1954 in Sierre) ist eine Schweizer Politikerin (SVP).
Glauser-Zufferey wohnt in Champvent und ist Landwirtin. Sie ist verheiratet und hat vier Kinder. Von 2007 bis 2011 war sie Nationalrätin und war dort Mitglied der Kommission für Wissenschaft, Bildung und Kultur und Mitglied der Geschäftsprüfungskommission.
Am 29. Februar 2016 nahm sie erneut Einsitz im Nationalrat, als sie für den in den Bundesrat gewählten Guy Parmelin nachrückte. Bei den Wahlen 2019 trat sie nicht wieder an.